# 汜光湖
汜光湖是一个位于中国江苏省淮安市宝应县、金湖县的湖泊，面积约为12平方千米，平均水深约为1.1米，蓄水量约为1300万立方米。